# Hugo Nehmiz (Pfarrer)
Karl Gustav Adolf Hugo Nehmiz (* 6. November 1879 in Berlin; † 12. Oktober 1967 in Berlin) war ein deutscher evangelischer Pfarrer.

## Leben
Hugo Nehmiz war der zweite Sohn des Berliner Pastors Hugo Nehmiz und seiner Frau Anna Julie Elisabeth. Ab 1886 besuchte er die Vorschule des damaligen Berliner Leibniz-Gymnasiums am Mariannenplatz. 1893 wechselte er an das Domgymnasium Magdeburg und legte dort 1899 sein Abitur ab. Anschließend studierte er Evangelische Theologie an den Universitäten Marburg, Greifswald, Halle (Saale) und Breslau. In Halle hörte er Vorlesungen z. B. bei den Professoren Hermann Hering, Martin Kähler, Emil Kautzsch und Erich Haupt. In Breslau beendete er sein Studium im März 1903.
Am 7. Oktober 1903 bestand er sein erstes theologisches Examen. Sein Vikariat absolvierte er in Sagan, 1906 wurde er in Breslau ordiniert. Er wirkte anschließend als Pfarrvikar in Sagan/Schlesien, Michelau und Freiburg in Schlesien.
Ab 1906 war er Pfarrer in Freiburg/Schlesien und von 1910 bis 1915 in Schreiberhau. In seiner Freiburger Zeit wirkte er als Pastor und  Schulinspektor für umliegende Orte, z. B. Fröhlichsdorf. In Schreiberhau wirkte er auf der für einen 2. Pfarrer neu eingerichteten Stelle. Ihr dazugehöriges Kirchlein war eine 1891 durch den Breslauer Generalsuperintendenten David Erdmann eingeweihte Kapelle. Deren Besucher waren bis dahin von einem Pfarrvikar betreut worden.

### Tätigkeit in Berlin
Nach den ersten Pfarrstellen in Schlesien bekam Nehmiz 1915 die Stelle des 1. Pfarrers in Schmargendorf. Ende der 1920er Jahre ließ er mit der Kreuzkirche eine zweite Kirche für die Schmargendorfer evangelische Gemeinde errichten. Neben seinem Dienst an der Kreuzkirche übernahm er das Amt eines Seelsorgers im evangelischen Martin-Luther-Krankenhaus in Schmargendorf. Überdies war er in der Weimarer Republik Vorsitzender des Gemeindekirchenrates. Er war Teilnehmer der Luther-Feier an Invokavit 1922 in Wittenberg.

### Kirchenkampf 1933–1945
Nehmiz schloss sich im ersten Jahr der NS-Herrschaft dem im September 1933 gegründeten Pfarrernotbund an. Gegen das Vordringen einer kleinen Gruppe von Deutschen Christen (DC) in seiner Kirchengemeinde wehrte er sich mit Unterstützung des kirchlichen Bruderrates und der von ihm geleiten Bekenntnisgruppe. Mitglieder des Bruderrates, darunter der Rechtsanwalt Rudolf Canitz und der Bibliotheksrat sowie Theologe Friedrich Smend und der Hilfsprediger Franz Hildebrandt aus Schmargendorf berieten ihn, als er beim Evangelischen Konsistorium und bei der Gestapo denunziert bzw. angezeigt wurde. Er wurde viermal zu Vernehmungen ins Polizeipräsidium am Alexanderplatz einbestellt. Bereits in der Weimarer Republik hatte er im Zusammenhang mit der Wahl zur Verfassungsgebenden Kirchenversammlung am 27. Juni 1921 das Festhalten an den Bekenntnissen unterstrichen: „Wir sehen in den Bekenntnissen die klassischen Glaubenszeugnisse …, die wir uns nicht rauben lassen.“
Von der Generalstaatsanwaltschaft beim Landgericht Berlin wurde ihm ein Verstoß gegen das Reichssammlungsgesetz vom 5. November 1934 vorgeworfen. Nehmiz wie auch gleich gesinnte Kollegen und Ehrenamtliche organisierten mehrere Sammlungen für Gremien und Einzelpersonen, so für das die Bekennende Kirche (BK) unterstützende Frauenwerk, die „Evangelische Frauenhilfe Schmargendorf“ und den theologischen Nachwuchs der BK.
Ab April 1938 wurde Nehmiz von den aus der illegalen BK-Ausbildung kommenden Vikaren Knick und Hasper arbeitsmäßig unterstützt. Die Übermacht der Deutschen Christen im Gemeindekirchenrat bemühte sich vergeblich, den oppositionellen Pfarrer loszuwerden, und denunzierte ihn bei der Gestapo.
In diesem Zusammenhang stand die von Nehmiz verspätet eingereichte Bereitschaft, den nach der kirchlichen „Verordnung betreffend den Treueid der Geistlichen und der Kirchenbeamten der Evangelischen Kirche der altpreußischen Union vom 20. April von 1938“ doch noch leisten zu wollen. Anfangs hatte er im vorgegebenen Wortlaut des Eids eine Gefahr für das bei seiner Ordination am 27. Juni 1906 in Breslau abgegebenes Gelübde gesehen.
Im Januar 1939 hatte er einen schutzbedürftigen „nichtarischen“ Jugendlichen jüdischer Herkunft in der Kreuzkirche einzeln konfirmiert. Später konnte dieser nach Großbritannien emigrieren.
Im Kriegsjahr 1940 entstand noch einmal ein „heftiger Streit um die Kosten der Beheizung der Kirche anlässlich der Konfirmationen von Pfarrer Nehmiz“. Er war immer wieder Anfeindungen, besonders von Anhängern der Deutschen Christen, ausgesetzt und ab 1935 aus dem Gemeindekirchenrat verdrängt worden.
Der Superintendent des Kirchenkreises Kölln-Land I Max Diestel, ein Mitglied des Berliner Bruderrates der Bekennenden Kirche, förderte als zuständiger Vorgesetzter Nehmiz in seinem dienstlichen Wirken und auch bei Wiederherstellung von dessen Gesundheit. Als das Martin-Luther-Krankenhaus im Mai 1942 ihm wegen eines schweren Erschöpfungszustandes und hohen Blutdrucks ein mehrwöchige Kur mit Nachkur in Bad Wiessee empfahl, unterstützte Diestel das Gesuch auf zusätzlichen zweckgebundenen Urlaub an die Kirchenbehörde.

### Zufluchtsstätte
Das zur Kreuzkirche gehörende Pfarrhaus mit der Front zum Hohenzollerndamm wurde eine Zufluchtsstätte – auch noch als die Polizei die Räumung wegen Kriegsschäden verlangte; so erinnerte sich Nehmiz Anfang der 1950er Jahre. Er gewährte dort in den Kriegsjahren bis zu 18 Personen Unterschlupf.
Zum 1. Oktober 1950 trat Nehmiz in den Ruhestand.

### Familie
Nehmiz heiratete am 4. Februar 1908 Johanna, geborene Thomas, aus Freiburg in Schlesien.
Sein erstes Kind war die Tochter Marieluise (eigentlich Elisabet Alma Johanna Marie-Luise). Sie wurde am 27. Dezember 1908 in Freiburg geboren, dem damaligen Wirkungsort von Nehmiz. Ab dem Sommersemester 1928 studierte sie Rechtswissenschaft an der Berliner Universität und mit Beginn des Herbstsemesters 1932 an der Universität Zürich.
Der Sohn, Hermann Hugo Gerhard Nehmiz, wurde am 21. Oktober 1910 in Schreiberhau geboren. Er fiel 1942 im Zweiten Weltkrieg.

## Traueranzeige
Nehmiz starb kurz vor Vollendung seines 88. Lebensjahres als Witwer. Zum Todeszeitpunkt wohnte er in Berlin-Grunewald, Storkwinkel 13. Die Trauerfeier fand am 19. Oktober 1967 in der Dorfkirche Schmargendorf, Breite Straße 38 statt. Das Grabmal für ihn auf dem Kirchhof in Schmargendorf bestand aus einem steinernen Kreuz und trug u. a. den Hinweis auf (Psalm 27,1 ), seinen Konfirmationsspruch. 

## Veröffentlichungen
- Geschichte und Geschicke der Schmargendorfer Kreuzkirche zu Berlin von 1929 bis 1953. Hrsg. Bauverein der Kreuzkirche Berlin-Schmargendorf e. V., Druck: H. Heenemann, Berlin-Wilmersdorf 1953.[20]